# Джим Райт
Джеймс Клод «Джим» Райт-молодший (англ. James Claude Wright, Jr.; нар. 22 грудня 1922, Спокен, Техас — 6 травня 2015) — американський політик. Він був 56-им Спікером Палати представників США з 1987 по 1989.
Навчався у Коледжі Ведерфорда і Техаському університеті в Остіні. Він брав участь у Другій світовій війні як пілот. Його мемуари про воєнні роки «The Flying Circus: Pacific War — 1943 — As Seen Through A Bombsight» були опубліковані у 2005 році.
Після війни він оселився у Ведерфорді та приєднався до демократів. Він був членом Палати представників Техасу, нижньої палати законодавчих зборів штату з 1947 по 1949.
Райт був мером Ведерфорда у 1950–1954 і членом Палати представників Конгресу США з 1955 по 1989 рік. Він був лідером більшості в Палаті представників з 1977 по 1987.
Після свого перебування в Конгресі, Райт викладав в Техаському християнському університеті.